# Harry Fraud
Harry Fraud, właśc. Rory William Quigley (ur. 26 stycznia 1987) – amerykański producent muzyczny z nowojorskiego Brooklynu. Urodzony i wychowany na Brooklynie, Fraud produkuje głównie muzykę rap. Początki jego działalności jako producenta datuje się na rok 2003, od tego czasu udzielał się na podziemnej scenie NYC, zajmując się produkcjami różnych udergroundowych projektów. Na jego koncie znajdują się również wspólne projekty z różnymi raperami dla których produkował całe albumy: Rugby Thompson (2012) z Smoke DZA, Cigarette Boats (2012) z Curren$y, Saaab Stories (2013) z Action Bronson oraz Neon Vibes (2013) z raperem Riff Raff.
Fraud współpracował również z bardziej znanymi artystami, między innymi: French Montana, Rick Ross, Wiz Khalifa, Juicy J, Mac Miller, Prodigy, Pusha T. 8 marca 2013, Harry wypuścił swój pierwszy solowy projekt, mixtape zatytułowany Adrift, na którym możemy usłyszeć takich wykonawców jak: Danny Brown, Sir Michael Rocks, Trae tha Truth, Kool G Rap i wielu innych. W maju, tego samego roku, dołączył do wytwórni Scion A/V, gdzie wydał swoje drugie solo, EP – High Tide. Obecnie, Fraud pracuje nad swoim debiutem studyjnym, który ma się ukazać pod koniec 2013.

## Kariera

### Początki: 2005-2012
W 2005, Harry rozpoczął pracę jako producent i kompozytor dla International Emmy Awards, gdzie był odpowiedzialny za produkcję muzyki towarzyszącej wręczaniu nagród. Podczas ceremonii w 2010, angielski łowca talentów, Simon Cowell, zwrócił szczególną uwagę na muzykę stworzoną przez Harry'ego i poprosił, aby utwór został odtworzony jeszcze raz podczas jego przemowy, dzięki temu wszyscy zebrani mogli bardziej docenić pracę wykonaną przez Frauda. Cowell oświadczył, że muzyka nowojorskiego producenta, to prawdziwy hit. Harry wdarł się do mainstreamu produkując kawałek French Montany – Shot Caller i od tego momentu zrealizował wiele wspólnych projektów z różnymi artystami, między innymi produkując całe płyty takich raperów jak: Smoke DZA, Curren$y, Action Bronson, Riff Raff. Współpracował również z takimi artystami jak: Rick Ross, Wiz Khalifa, Juicy J, Chinx Drugz, Neako, Chevy Woods i wieloma innymi.

### Od 2013:AdriftiSaaab Stories
8 marca 2013 Fraud wypuścił swój debiutanckim mixtape – Adrift, który do 21 kwietnia 2013 osiągnął liczbę 115.000 pobrań na portalu DatPiff. Na mixtapie pojawili się między innymi: Action Bronson, Bun B, Slim Thug, Rick Ross, French Montana, Prodigy, Wiz Khalifa, Juicy J, Kool G Rap, Trae tha Truth, Mac Miller, Curren$y, Danny Brown, Pusha T. Na początku lipca 2013, Fraud wraz z raperem Eddie B wydali darmową epkę, zatytułowaną Horsepower. 7 maja 2013, światło dzienne ujrzało kolejne darmowe EP – Scion A/V Presents: High Tide. W projekcie udział wzięli: Earl Sweatshirt, Tech N9ne, French Montana, Action Bronson, Riff Raff, Mistah F.A.B., Troy Ave, Smoke DZA i Chinx Drugz. Tego samego dnia, na serwisie iTunes pojawiła się jeszcze jedna epka od Frauda – Royal Ralm, na którą składają się same instrumentale. 11 czerwca 2013, wyszedł projekt nagrany razem z Action Bronsonem – Saaab Stories. Na płycie gościnnie wystąpili: Raekwon, WIz Khalifa oraz Prodigy. Album zadebiutował na 63. miejsce na liście Billboard 200.
22 lipca 2013, Harry ogłosił, że jego wytwórnia Surf School podpisała umowę z Priority Records, która działa pod wytwórnią Capitol Music Group. Fraud dostał obietnicę, że po tym jak French Montana wyda płytę Excuse My French, nagra z nim wspólny projekt. W planach jest również mixtape z Riff Raffem, który ma zostać wydany pod koniec 2013.
Kolejnym planowanym przedsięwzięciem jest album z Eddiem B – Paper, Piff & Polo , ma się on ukazać do końca 2013.
W przyszłości Fraud ma nadzieje, że uda mu się nawiązać współpracę z nowojorskimi raperami: Jayem-Z oraz Cam’ronem

## Styl
Produkcje Harry'ego opierają się głównie na samplach, jest on znany z tego, że potrafi zrobić świetny bit korzystając z mało znanych i niezbyt ciekawych piosenek. W wywiadzie dla HipHopDX, próbując opisać swój styl powiedział: "To co jest najważniejsze dla mnie w robieniu muzyki, to to, aby zawsze starać się zrobić coś unikalnego. Nie ważne, czy zaczynam od sampla, czy od czegoś co mi siedzi w głowie, zawsze próbuje stworzyć coś na swój własny, oryginalny sposób i staram się nie ograniczać do jednego stylu, że tak powiem". Na temat perkusji w swoich produkcjach: "Z reguły staram się, aby perkusja była wyrazista i słyszalna, chce być pewny, że słuchacz czuje jej obecność". Charakterystyczną rzeczą dla produkcji Frauda jest to, że na początku utworów możemy usłyszeć głos kobiety mówiącej po hiszpańsku "La musica de Harry Fraud".

## Życie osobiste
Hobby Harry'ego to surfing, co widać często w jego muzyce, szczególnie łatwo to dostrzec w nazwie jego ekipy Surf School. W czasie dzieciństwa, ojciec, który był podróżnikiem, nauczył młodego Frauda surfować na plażach Long Island. Na tematu surfingu, Harry powiedział: "Jeśli nie siedzę aktualnie w studiu, to staram się wyskoczyć na plaże i popływać na desce".

## Dyskografia

### Albumy studyjne
- Rugby Thompson (z Smoke DZA) (2012)
- Paper, Piff & Polo (z Eddie B) (2013)

### EPki
- Cigarette Boats (z Curren$y) (2012)
- Royal Palm (2013) (instrumental album)
- Saaab Stories (z Action Bronson) (2013)
- Horsepower EP (z Eddie B) (2013)
- Scion A/V Presents: High Tide (2013)

### Mixtape’y
- Flight 2011 (z Chinx Drugz) (2011)
- The Lucky 7 (z Eddie B) (2011
- One Way Out (z Star Bred) (2011)
- Rob Zombie (z Isaiah Toothtaker & Rapewolf) (2012)
- Adrift (2013)
- Neon Vibes (z Riff Raff) (2013)

## Produkcje
| Rok  | Wykonawca                            | Data wydania                              | Nazwa |
| ---- | ------------------------------------ | ----------------------------------------- | --- |
| 2009 | French Montana                       | Mac Wit Da Cheese                         | "New York Minute (feat. Jadakiss)"                                                                          |
| 2010 | French Montana                       | Coke Boys                                 | "Lie To Me (feat. Chinx Drugz & Flip)"                                                                      |
| 2010 | French Montana                       | Coke Boys                                 | "Crack Da Top (feat. Cheeze)"                                                                               |
| 2010 | French Montana                       | Coke Boys                                 | "Goin In For Da Kill (feat. Chinx Drugz & Cheeze)"                                                          |
| 2010 | French Montana                       | Coke Boys                                 | "Hammer Long (feat. Cheeze, Chinx Drugz & Brock)"                                                           |
| 2010 | Lil' Cease                           | Everything Is Hard Body Vol 1             | "Say A Prayer (feat Cardan, Chinx Drugs, Meeno, Bristal & Cheeze)"                                          |
| 2010 | Lil' Cease                           | Everything Is Hard Body Vol 1             | "I Dont Know Why (feat. Cancun & Mceo)"                                                                     |
| 2010 | Lil' Cease                           | Everything Is Hard Body Vol 1             | "Get It How You Live (feat. Snip Scar, Bristal, Madd Rick & Cheeze)"                                        |
| 2010 | Lil' Cease                           | Everything Is Hard Body Vol 1             | "Hustle (feat. Apaulo Treed)"                                                                               |
| 2010 | Lil' Cease                           | Everything Is Hard Body Vol 1             | "I Don't Know (feat Bristal, Cheeze & Scar Snip)"                                                           |
| 2010 | Lil' Cease                           | Everything Is Hard Body Vol 1             | "New York Minute (Remix) (feat. French Montana, Nicki Minaj, Mase & Jadakiss)"                              |
| 2010 | Lil' Cease                           | Everything Is Hard Body Vol 1             | "Calling My Name (feat. Cheeze, Bristal & D Shaun)"                                                         |
| 2011 | Action Bronson                       | N/A                                       | "Jar Of Drugs"                                                                                              |
| 2011 | Action Bronson                       | N/A                                       | "Muslim Wedding"                                                                                            |
| 2011 | AKWORD                               | N/A                                       | "Bars & Hooks (feat. Sean Price, The Kid Daytona & The Incomparable Shakespeare)"                           |
| 2011 | Cheeze                               | Cocaine Under Boss                        | "Live For Ever (feat. Chinx Drugz)"                                                                         |
| 2011 | Cheeze                               | Cocaine Under Boss                        | "Money Money (feat. French Montana)"                                                                        |
| 2011 | Chinx Drugz                          | Cocaine Riot                              | "Green Light (feat. Cheeze, Flip & Droop)"                                                                  |
| 2011 | Chinx Drugz                          | Cocaine Riot                              | "Had It All (feat. French Montana)"                                                                         |
| 2011 | Chinx Drugz                          | Cocaine Riot                              | "Own Man (feat. Lil Cease)"                                                                                 |
| 2011 | Chinx Drugz                          | Cocaine Riot                              | "SuperLight"                                                                                                |
| 2011 | Chinx Drugz                          | Cocaine Riot                              | "Posted Up (feat. French Montana)""                                                                         |
| 2011 | Chinx Drugz                          | Cocaine Riot                              | "Live Forever (feat. Cheeze)"                                                                               |
| 2011 | Chinx Drugz                          | Cocaine Riot                              | "Finish Line"                                                                                               |
| 2011 | French Montana, Juicy J, Project Pat | Cocaine Mafia                             | "Do It" |
| 2011 | French Montana, Juicy J, Project Pat | Cocaine Mafia                             | "Full of Everything (feat. Chinx Drugz)"                                                                    |
| 2011 | French Montana                       | Coke Boys 2                               | "Ya Mean (feat. Chinx Drugz)"                                                                               |
| 2011 | French Montana                       | Coke Boys 2                               | "Its Just Me (feat. Cheeze, Chinx Drugz & Flip)"                                                            |
| 2011 | French Montana                       | Coke Boys 2                               | "Stylin On You (feat. Chinx Drugz & Flip)"                                                                  |
| 2011 | French Montana                       | Coke Boys 2                               | "Red Light (feat. Chinx Drugz & Cheeze)"                                                                    |
| 2011 | French Montana                       | Coke Boys 2                               | "Cocaine Mafia (feat. Trae Tha Truth)"                                                                      |
| 2011 | French Montana                       | Coke Boys 2                               | "Roll With Me (feat. Chinx Drugz)"                                                                          |
| 2011 | French Montana                       | Coke Boys 2                               | "The Rush (feat. S.A.S.)"                                                                                   |
| 2011 | French Montana                       | Coke Boys 2                               | "Tell Me When (feat. Cheeze & Charlie Rock)"                                                                |
| 2011 | French Montana                       | Mister 16: Casino Life                    | "Intro" |
| 2011 | French Montana                       | Mister 16: Casino Life                    | "Ready" |
| 2011 | French Montana                       | Mister 16: Casino Life                    | "Coke Boyz (feat. Chinx Drugz, Flip & Charlie YG)"                                                          |
| 2011 | French Montana                       | Mister 16: Casino Life                    | "I Think I Luv Her"                                                                                         |
| 2011 | French Montana                       | Mister 16: Casino Life                    | "Soul Food"                                                                                                 |
| 2011 | French Montana                       | Mister 16: Casino Life                    | "Shot Caller"                                                                                               |
| 2011 | French Montana                       | Mister 16: Casino Life                    | "Movie" |
| 2011 | Juicy J                              | Blue Dream & Lean                         | "Stoner's Night 2 (feat. Wiz Khalifa)"                                                                      |
| 2012 | Action Bronson                       | Bird On A Wire – Single                   | "Bird On A Wire (feat. Riff Raff)"                                                                          |
| 2012 | Adrian Lau                           | N/A                                       | "Blue Dreams"                                                                                               |
| 2012 | Chevy Woods                          | Gangland                                  | "Delonte West"                                                                                              |
| 2012 | Chinx Drugz                          | Cocaine Riot 2                            | "I'm A Coke Boy (feat. French Montata)"                                                                     |
| 2012 | Chinx Drugz                          | Cocaine Riot 2                            | "Early In The Game (feat. Chevy Woods)"                                                                     |
| 2012 | Chinx Drugz                          | Cocaine Riot 2                            | "Road 2 Riches"                                                                                             |
| 2012 | Chinx Drugz                          | Cocaine Riot 2                            | "Greedy (feat. Grafh)"                                                                                      |
| 2012 | Chinx Drugz                          | Cocaine Riot 2                            | "Perfect Picture (feat. Action Bronson)"                                                                    |
| 2012 | Curren$y                             | Priest Andretti                           | "Pay Roll"                                                                                                  |
| 2012 | DJ Scream                            | Cassette Deck – Single                    | "Cassette Deck (feat. Rick Ross, Bun B & Slim Thug)"                                                        |
| 2012 | Fat Trel                             | Nightmare On E St.                        | "Deep In The Game (feat. Rick Ross)"                                                                        |
| 2012 | French Montana                       | Coke Boys 3                               | "Cool Whip (feat. Cheeze)"                                                                                  |
| 2012 | Charlie Rock                         | Coke Boys 3                               | "Tap That (feat. Chinx Drugz & Stack Bundles)"                                                              |
| 2012 | French Montana                       | Mac & Cheese 3                            | "Intro" |
| 2012 | French Montana                       | Mac & Cheese 3                            | "State of Mind"                                                                                             |
| 2012 | French Montana                       | Mac & Cheese 3                            | "Triple Double (feat. Mac Miller & Curren$y)"                                                               |
| 2012 | French Montana                       | Shot Caller (Remix) – Single              | "Shot Caller (Remix) (feat. Jadakiss, Styles P, Red Café, Fat Joe & Uncle Murda)"                           |
| 2012 | G'AR                                 | Coming Of Age                             | "Thank You (feat. Emilio Rojas)"                                                                            |
| 2012 | Neako                                | LVLZebra                                  | "The Lufthansa Heist (feat. Young Jab)"                                                                     |
| 2012 | Main Attrakionz                      | Do it for the Bay – Single                | "Do it for the Bay (feat. DaVinci)"                                                                         |
| 2012 | Meyhem Lauren                        | Respect The Fly Shit                      | "Fingerless Driving Gloves"                                                                                 |
| 2012 | Meyhem Lauren                        | Respect The Fly Shit                      | "Drug Lords (feat. AG Da Coroner & Action Bronson"                                                          |
| 2012 | Meyhem Lauren                        | Respect The Fly Shit                      | "Special Effects (feat. Heems & Action Bronson"                                                             |
| 2012 | Meyhem Lauren                        | Respect The Fly Shit                      | "BBQ Brisket (feat. Action Bronson & AG Da Coroner)"                                                        |
| 2012 | Meyhem Lauren                        | Respect The Fly Shit                      | Grown Man Palettes (feat. Sean Price)                                                                       |
| 2012 | Meyhem Lauren                        | Respect The Fly Shit                      | "Juevos Rancheros (feat. AG Da Coroner, Heems & Riff Raff)"                                                 |
| 2012 | Meyhem Lauren                        | Respect The Fly Shit                      | "Radioactive Tuna (feat. Smoke DZA, J-Love & Thirstin Howl III)"                                            |
| 2012 | Prodigy                              | H.N.I.C. 3                                | "Lay Low (feat. French Montana)"                                                                            |
| 2012 | Shabaam Sahdeeq                      | Degrees of Separation                     | "Futuristic (feat. Eddie B)"                                                                                |
| 2012 | The Kid Daytona                      | Summer Games: The Kid With The Golden Pen | "Low (feat. Jadakiss)"                                                                                      |
| 2012 | Wale, Omarion, Stalley, Rick Ross    | Self Made Vol. 2                          | "The Zenith"                                                                                                |
| 2012 | Wiz Khalifa                          | Taylor Allderdice                         | "Blindfolds (feat. Juicy J)"                                                                                |
| 2012 | Wiz Khalifa                          | N/A                                       | "Telescope (feat. 50 Cent)"                                                                                 |
| 2013 | Ab-Soul                              | XXL 2013's Freshmen Class: The Mixtape    | "Back Then"                                                                                                 |
| 2013 | Action Bronson                       | New York Renaissance                      | "Compliments To The Chef (feat. Lauriana Mae)"                                                              |
| 2013 | Joey Bada$$                          | New York Renaissance                      | "Day in the Life"                                                                                           |
| 2013 | Action Bronson                       | N/A                                       | "Strictly 4 My Jeeps (Remix) (feat. LL Cool J & Lloyd Banks)"                                               |
| 2013 | Casey Veggies                        | Life Changes                              | I Love Me Some You                                                                                          |
| 2013 | Chinx Drugz                          | Cocaine Riot 3                            | "I'm A Coke Boy (Remix) (feat. Rick Ross, Diddy & French Montana)"                                          |
| 2013 | Chinx Drugz                          | Cocaine Riot 3                            | "How Can I Lose"                                                                                            |
| 2013 | French Montana                       | N/A                                       | "Ghetto Prayer (feat. Mavado)"                                                                              |
| 2013 | Funkmaster Flex                      | Who You Mad At? Me or Yourself?           | "Shit We On (feat. French Montana, Chinx Drugz & Cheeze)"                                                   |
| 2013 | Funkmaster Flex                      | Who You Mad At? Me or Yourself?           | "The Fact That Im Me (feat. Maino & The Mafia)"                                                             |
| 2013 | Funkmaster Flex                      | Who You Mad At? Me or Yourself?           | "X Marks The Spot (feat. Pete Power, Mysonne, Fred The Godson, Fat Joe, Statuzz, Cory Gunz, Torch & Oun-P)" |
| 2013 | Jae Millz                            | Barstool Flow – Single                    | "Barstool Flow"                                                                                             |
| 2013 | Los                                  | Becoming King                             | "Dope (feat. Pusha T & Yo Gotti"                                                                            |
| 2013 | Mazzi                                | Weight – Single                           | "Weight (feat. Smoke DZA & N.O.R.E.)                                                                        |
| 2013 | Meyhem Lauren                        | N/A                                       | "Ten Dollar Lapdances"                                                                                      |
| 2013 | Pusha T                              | Wrath of Caine                            | "Road Runner (feat. Troy Ave)"                                                                              |
| 2013 | Smoke DZA                            | Scion 10 Series Music Release             | "Win" |
| 2013 | Talib Kweli                          | Prisoner of Conscious                     | "Upper Echelon"                                                                                             |
| 2013 | Flatbush Zombies                     | BetterOffDEAD                             | "LiveFromHell"                                                                                              |